# La Ruée vers l'Ouest (film, 1931)
Pour les articles homonymes, voir La Ruée vers l'Ouest et Cimarron.
Pour plus de détails, voir Fiche technique et Distribution.
La Ruée vers l'Ouest (Cimarron) est un western américain réalisé par Wesley Ruggles, sorti en 1931.

## Synopsis
Quand s'ouvre aux colons le territoire d'Oklahoma en 1889, Yancey Cravat demande une parcelle et s'y rend depuis Wichita avec sa famille. Éditeur de journal, juriste, Cravat devient un citoyen important de la ville d'Osage. Mais quand la ville semble installée dans la routine, il repart vers le Cherokee Strip (bande de territoire cherokee), laissant sa famille derrière lui. Du fait de son absence, son épouse Sabra doit se débrouiller pour sa subsistance, et devient bientôt experte en matière de défense de ses propres droits.

## Fiche technique
- Titre original : Cimarron
- Titre français : La Ruée vers l'Ouest
- Réalisation : Wesley Ruggles
- Scénario : Howard Estabrook d'après Cimarron d'Edna Ferber, ainsi que A.B. MacDonald et Fred E. Sutton
- Photographie : Edward Cronjager et Osmond Borradaile (additionnelle, non crédité)
- Musique : Max Steiner
- Costumes et direction artistique : Max Rée
- Montage : William Hamilton
- Production : William LeBaron, Wesley Ruggles, Louis Sarecky
- Pays de production :  États-Unis
- Format : Noir et blanc - Mono (RCA Photophone System)
- Genre : Western
- Durée : 131 minutes
- Dates de sortie :
  - États-Unis :
    - 26 janvier 1931 (première mondiale à New York)
    - 6 février 1931 (première à Los Angeles)
    - 9 février 1931 (sortie nationale)

  - France : 26 juin 1931

## Distribution
- Richard Dix : Yancey Cravat
- Irene Dunne : Sabra Cravat
- Estelle Taylor : Dixie Lee
- Nance O'Neil : Felice Venable
- William Collier Jr. : Kid
- Roscoe Ates : Jesse Rickey
- George E. Stone : Sol Levy
- Stanley Fields : Lon Yountis
- Robert McWade : Louis Hefner
- Edna May Oliver : Mme Tracy Wyatt
- Nancy Dover : Donna Cravat
- Eugene Jackson : Isaiah
- Otto Hoffman : Murch Rankin (non crédité)
- Walter P. Lewis

## Récompenses
- 3 oscars des Academy Awards en 1931 pour la meilleure direction artistique par Max Rée, le meilleur film, le meilleur scénario adapté pour Howard Estabrook.
- Également nommés à la même occasion pour le meilleur acteur, Richard Dix, la meilleure actrice, Irene Dunne, la meilleure photographie pour Edward Cronjager, et le meilleur réalisateur, Wesley Ruggles.
- Médaille d'honneur de 1931 de la Photoplay Awards pour Louis Sarecky.

## Autour du film
- Remake de 1960 ;
- Horizons lointains (1992, Far and Away) de Ron Howard s'inspire aussi de la ruée vers l'Oklahoma de 1889, mais non plus de la nouvelle d'Edna Ferber.